# 佩内尔斯多夫
佩内尔斯多夫是奥地利下奥地利州霍拉布伦县的一个市镇。总面积25.81平方公里，总人口1022人，人口密度39.6人/平方公里（2005年）。